# Vera Krassovskaïa
Pour les articles homonymes, voir Krasovsky.
Vera Mikhaïlovna Krassovskaïa (en russe : Вера Михайловна Красовская, en anglais Krasovskaya ; 11 septembre 1915 - 15 août 1999) est une danseuse, critique et historienne de ballet russe.
Vera Krassovskaïa est l’autrice de nombreux ouvrages sur l’histoire du ballet, ainsi que des biographies des grands danseurs russes, tels qu’Anna Pavlova, Vaslav Nijinski, Natalia Doudinskaïa, Irina Kolpakova, Nikita Dolgouchine (en) et Agrippina Vaganova.

## Biographie
En 1924, elle entre à l'Académie de ballet Vaganova dirigée par Agrippina Vaganova. Elle en sort diplômée en 1933 et commence à se produire au théâtre Kirov ,.
Pendant cette période, elle commence à se tourner vers l’histoire du ballet et la critique. Elle publie son premier article sur la danse dans le magazine Iskousstvo i Jizn (Art et Vie) en 1941.
En 1946, Vera Krassovskaïa entre à l'Institut de théâtre Ostrovsky de Léningrad (avant la Seconde Guerre mondiale : Institut d'État russe des arts de la scène),, où elle obtient son doctorat en critique artistique en 1955.
En 1956, elle publie sa première étude sur le chorégraphe et danseur soviétique géorgien Vakhtang Tchaboukiani.
Entre 1958 et 1998, elle écrit et publie de nombreux ouvrages sur l’histoire du ballet russe et européen, ainsi que de nombreuses biographies de danseurs, tels qu’Anna Pavlova, Vaslav Nijinski, Natalia Doudinskaïa, Irina Kolpakova, Nikita Dolgouchine (en) et Agrippina Vaganova. Elle a également contribué à l'écriture de divers livrets, encyclopédies, médias russes et étrangers, introductions à des livres sur l'art du ballet et ouvrages de référence sur le ballet russe et européen,.
Vera Krassovskaïa était membre de l'Union des écrivains soviétiques, du Conseil de la chorégraphie, du Conseil de la coordination des travaux de recherche scientifique, du ministère de la Culture de l'URSS et du Conseil artistique de Léningrad.
En décembre 1998, elle reçoit le prix Triomphe pour sa contribution à la culture russe,.
Vera Krassovskaïa n'hésitait pas à s'exprimer sur l'évolution actuelle du ballet. Le magazine Dancing Times la qualifie de « femme à l'esprit vif et au grand sens de l'humour, qui était une ardente défenseuse de tout ce qui était nouveau et progressiste. Elle a beaucoup aidé les jeunes chorégraphes, tels que Iouri Grigorovitch et Igor Bielski (en), en défendant avec passion leurs premiers ballets sur la scène du théâtre Mariinsky. »